# Миллиард (фильм)
«Миллиа́рд» — российский полнометражный комедийно-приключенческий художественный фильм-экшн 2019 года режиссёра Романа Прыгунова.
В главной роли — Владимир Машков. 
Выход фильма в широкий российский прокат состоялся 18 апреля 2019 года. Из-за киноленты «Миллиард» дата премьеры в России американского фильма «Мстители. Финал» решением Министерства культуры РФ была перенесена с 25 на 29 апреля 2019 года.
21 апреля 2019 года картина «Миллиард» вышла в прокат в Германии, Австрии, Бельгии, Люксембурге, Нидерландах, Швейцарии, Испании, Дании и на Кипре, 23 апреля 2019 года — в Великобритании, 5 мая 2019 года — в США и Канаде.

## Сюжет
Успешный российский банкир Матвей Фёдорович Левин (Владимир Машков), долгое время отбивавшийся от незаконнорождённых наследников, переписывает всё своё имущество на своего бизнес-партнёра Леонида Евгеньевича. Однако скоропостижная смерть партнёра кардинально меняет жизнь миллиардера Левина. Официальной владелицей всех его активов становится меркантильная дочь покойного, Ирина Леонидовна, вследствие чего Матвей лишается всего своего состояния.
Чтобы вернуть свой капитал, Левину нужно добраться до хранилища собственного банка в Монте-Карло, где лежит расписка, доказывающая, что бизнес принадлежит именно ему. Матвей вынужден обратиться за помощью к тем, кого долгие годы пытался держать от себя подальше, — своим взрослым внебрачным сыновьям. Они рождены от разных матерей, и ни один из них не добился успеха в жизни: один сын стал хакером, другой — строителем, третий — психологом, работающим в секте, а четвёртый — вообще грабителем-неудачником. Отец предлагает своим наследникам миллиард рублей в обмен на помощь в ограблении собственного банка. Для этого совершенно незнакомым друг другу людям придётся стать настоящей сплочённой семьёй.
Ситуация осложнена тем, что Ирина Леонидовна внедряет в команду Левина своего агента Людмилу, которая выдаёт себя за его внебрачную дочь. Несмотря ни на что, новоиспечённая команда Матвея Фёдоровича приезжает в Монте-Карло и начинает ограбление. Но всё идёт не по плану, и ребятам, как и самому Матвею, приходится импровизировать…

## В ролях
- Владимир Машков — Матвей Фёдорович Левин, 53 года, владелец банка «Народный», миллиардер
- Фёдор Бавтриков — Николай, внебрачный сын банкира Левина, хакер
- Марина Петренко — Ирина Леонидовна, дочь и наследница умершего банкира Леонида Евгеньевича
- Александра Бортич — Людмила, агент Ирины Леонидовны, внедрённый в команду банкира Левина под видом его внебрачной дочери
- Павел Чинарёв — Олег, внебрачный сын банкира Левина, вооружённый грабитель-неудачник
- Гела Месхи — Георгий, внебрачный сын банкира Левина, строитель-бульдозерист
- Григорий Калинин — Эдуард Лапшин, внебрачный сын банкира Левина, психолог в секте
- Дмитрий Астрахан — Леонид Евгеньевич, банкир, бизнес-партнёр Матвея Фёдоровича Левина
- Даниил Спиваковский — Марк Захарович, врач в перинатальном центре
- Мария Миронова — клиент банка «Народный»
- Александр Обласов — старший инкассатор банка «Народный»
- Василиса Измайлова — помощница банкира Левина
- Кристина Бабушкина — женщина из 1990-х
- Борис Эстрин — юрист из 1990-х
- Андрей Трушин — советник Ирины Леонидовны
- Марко Динелли — советник Ирины Леонидовны
- Матвей Лыков — Рафаэль, полицейский психолог, переговорщик с грабителями банка в Монте-Карло
- Нелли Неведина — пожилая женщина
- Михаил Прохоров — камео

## Съёмочная группа
- Режиссёр-постановщик — Роман Прыгунов
- Автор сценария — Андрей Золотарёв
- Автор идеи — Андрей Золотарёв при участии Станислава Берестового
- Оператор-постановщик — Илья Авербах
- Художник-постановщик — Мухтар Мирзакеев
- Композитор — Олег Белов
- Исполнительные продюсеры — Арсен Таркнаев, Мурад Омаров
- Генеральные продюсеры — Рафаел Минасбекян, Вадим Верещагин и Владимир Маслов
- Продюсеры — Бинке Анисимов и Ибрагим Магомедов

## Критика
Фильм «Миллиард» получил низкие оценки кинокритиков. Заведующий отделом культуры журнала «Огонёк» Андрей Архангельский написал: «Впервые за многие годы на экране богатый человек — именно человек. Правда, авторы всеми силами постарались это от нас скрыть».